# ЖКК Орлови Бања Лука
ЖКК Орлови Бања Лука (надимак: „Орлице“) је женски кошаркашки клуб из Бање Луке, Републике Српске и БиХ.  Тренутно се такмичи у Првој женској кошаркашкој лиги БиХ, и актуелни је шампион и освајач купа.

## Успјеси[3]
- Првенство Босне и Херцеговине
  - Освајач (1): 2021.
- Куп Босне и Херцеговине
  - Освајач (1): 2021.
- Куп Републике Српске
  - Освајач (5): ?, ?, ?, 2020, 2021.[4]
- Регионална кошаркашка лига
  - Најбољи пласман (5.мјесто): 2021.